# Петроварадинско окружје
Петроварадинско окружје (мађ. Péterváradi kerület) је било административна и територијална јединица у саставу Развојачене Крајине (1873–1881) и Краљевине Хрватске и Славоније (1881–1886). Настало је 1873. године, развојачењем Петроварадинске регименте, а постојало је све до 1886. године, када је укључено у састав Сремске жупаније. Обухватало је сремски део Подунавља и Посавине, а управно седиште окружја налазило се у Сремској Митровици.

## Историја
Током 1873. године спроведено је развојачење свих регименти у саставу Хрватско-славонске војне крајине, укључујући и доатадашњу Петроварадинску регименту, али те области нису одмах прикључене Краљевини Хрватској и Славонији, већ су добиле посебну земаљску управу, која се делила на шест крајишких окружја. Међу њима је био и новостворено Петроварадинско окружје, које је образовано на подручју укунуте Петроварадинске регименте, уз задржавање традиционалне петроварадинске одреднице у називу, иако се управно седиште налазило у Сремској Митровици. Тек 1881. године, сва окружја Развојачене Крајине прикључена су Краљевини Хрватској и Славонији. У оквирима проширене Краљевине, прикључена окружја су наставила да постоје све до 1886. годинне, када је жупанијско уређење протегнуто и на те просторе, тако да је Петроварадинско окружје укључено у састав Сремске жупаније.